# Piotr Pawłowski (kajakarz)
Piotr Pawłowski (ur. 15 czerwca 1959) – polski kanadyjkarz, medalista mistrzostw świata, mistrz Polski.

## Kariera sportowa
Był zawodnikiem Warty Poznań.
Jego największym sukcesem w karierze był brązowy medal mistrzostw świata w 1979 w konkurencji C-2 500 m (z Markiem Łbikiem). Na tych samych mistrzostwach zajmował ponadto miejsca 8. (C-2 1000 m) i 10. (C-2 10000 m).
Pięciokrotnie zdobywał mistrzostwo Polski (we wszystkich startach z Markiem Łbikiem):
- C-2 500 m: 1979, 1980
- C-2 1000 m: 1978
- C-2 10000 m: 1978, 1980